# ¡Jo, papá!
¡Jo, papá! es una película española de 1975 dirigida por Jaime de Armiñán y protagonizada por Ana Belén, Antonio Ferrandis, Amparo Soler Leal, Carmen Armiñán, Josep María Flotats y Fernando Fernán Gómez, entre otros, con guion del propio Armiñán y Juan Tébar. 

## Sinopsis
Enrique Seoane, es un comerciante acomodado, casado con Alicia y con dos hijas: Pilar de 23 años y Carmen, aún una niña. Viven en una ciudad de provincias del noroeste de España. Con una vida algo anodina, Enrique se embarca con su familia a recorrer los lugares, desde Galicia hasta Vinaroz pasando por Oviedo y Teruel, en los que estuvo cuando luchó en la guerra civil española, como soldado del Cuerpo de Ejército de Galicia, pero nada ni nadie es ya como él recuerda, ni como a él le gustaría.

## Reparto
- Ana Belén como Pilar
- Antonio Ferrandis como Enrique Seoane
- Amparo Soler Leal como Alicia
- Carmen Armiñán como Carmen
- Josep Maria Flotats (José  Maria Flotats) como Carlos
- Fernando Fernán Gómez como Julio
- Eduardo Calvo como Comesaña
- Pilar Muñoz como Vieja Venta
- Francisco Guijar como Manolo
- Isabel Mayer como Prima Donna
- Julia Lorente como Benita
- Antonio Burgos como Conserje Hotel
- Josefa del Cid como Sra. Teléfonos
- Gloria Berrocal como Luisa
- Eulalia Boya como Moza Venta
- Carmen Santonja como Elena, dependienta
- Eduardo Armiñán como hijo de Comesaña

## Premios
Medallas del Círculo de Escritores Cinematográficos 
| Año  | Categoría               | Película          | Resultado |
| ---- | ----------------------- | ----------------- | --------- |
| 1975 | Mejor actriz secundaria | Amparo Soler Leal | Ganadora  |
| 1975 | Mejor fotografía        | Manuel Berenguer  | Ganador   |